# Thymoites unisignatus
Thymoites unisignatus là một loài nhện trong họ Theridiidae.
Loài này thuộc chi Thymoites. Thymoites unisignatus được Eugène Simon miêu tả năm 1894.